# Медальный зачёт на зимних Паралимпийских играх 1980
Ниже представлен перечень национальных паралимпийских комитетов, показанный по количеству золотых медалей, завоёванных их спортсменами во время II зимних Паралимпийских игр, проходивших в норвежском Гейло с 1 по 7 февраля 1980 года.
В Играх приняли участие 299 спортсменов (229 мужчин и 70 женщин) из 18 стран. Всего было разыграно 168 медалей в трёх видах спорта (горнолыжном спорте, лыжных гонках, гонках на санях).
Лидером неофициального медального зачёта стала команда страны-хозяйки Игр — Норвегии, спортсмены которой завоевали наибольшее количество медалей (54).

## Таблица
Таблица неофициального медального зачёта основывается на данных Международного паралимпийского комитета (МПК). Таблица отсортирована по количеству медалей высшего достоинства («золото») выигранных участниками национальных паралимпийских комитетов (НПК). Далее следует количество выигранных медалей среднего («серебро») и низшего достоинств («бронза»). Если НПКи имеют в общем итоге одинаковое количество выигранных медалей, то страны сортируются в алфавитном порядке русского языка.
Легенда
 Страна-хозяйка
| Место | Страна       | Золото | Серебро | Бронза | Всего |
| ----- | ------------ | ------ | ------- | ------ | ----- |
| 1     | Норвегия     | 23     | 21      | 10     | 54    |
| 2     | Финляндия    | 15     | 7       | 12     | 34    |
| 3     | Австрия      | 6      | 10      | 6      | 22    |
| 4     | Швеция       | 5      | 3       | 8      | 16    |
| 5     | Швейцария    | 4      | 2       | 3      | 9     |
| 6     | США          | 4      | 1       | 1      | 6     |
| 7     | ФРГ          | 3      | 5       | 9      | 17    |
| 8     | Канада       | 2      | 3       | 1      | 6     |
| 9     | Франция      | 1      | 1       | 1      | 3     |
| 10    | Чехословакия | 0      | 1       | 0      | 1     |
|       | Всего        | 63     | 54      | 51     | 168   |